# El Turro
El Turro es una localidad española establecida como entidad local autónoma (ELA) dentro del municipio de Cacín, en la provincia de Granada. Está situada en el extremo septentrional de la comarca de Alhama. Cerca de esta localidad se encuentran los núcleos de Moraleda de Zafayona, Loreto y Castillo de Tajarja.
Desde febrero de 2013 goza de la mayoría de competencias del ámbito local, e incluso tiene participación en los ingresos del Estado, tras convertirse en la décima entidad local autónoma de Granada.

## Historia
El casco urbano de El Turro conserva su estado original, sin haber sufrido a lo largo de los años nuevas construcciones que alterasen su configuración. En sus inmediaciones se han hallado tumbas prehistóricas que se encuentran en fase de estudio y documentación. En las cercanías también se encuentran la famosa cantera de donde salieron en su día las columnas del Palacio de Carlos V, en la Alhambra.

## Demografía
Según el Instituto Nacional de Estadística de España, en el año 2022 El Turro contaba con 259 habitantes censados, lo que representa el 47,35 % de la población total del municipio.

### Evolución de la población
| Gráfica de evolución demográfica de El Turro entre 2000 y 2017 |
|                                                                |
| Datos según el nomenclátor publicado por el INE.               |

## Cultura

### Fiestas
El 2 de febrero tienen lugar las candelarias, con la quema de los "manchos" de esparto que se confeccionan artesanalmente. Ese día niños, jóvenes, adultos y ancianos se reúnen alrededor de una hoguera y se comparten productos típicos de la matanza como chorizos o morcillas. Cuando se queman los "manchos" y se le van dando vueltas, formando así círculos y formas en la oscuridad de la noche.